# 小行星3075
小行星3075（3075 Bornmann）是一颗绕太阳运转的小行星，为主小行星带小行星。该小行星于1981年3月1日发现。
該小行星以美國太陽天文學家帕特里夏·L·博曼（Patricia L. Bornmann）命名。

## 轨道参数
小行星3075的轨道半长轴为2.2737191 UA，离心率为0.131。